# Gran Premio motociclistico d'Australia 1992
Il Gran Premio motociclistico d'Australia 1992 fu il secondo Gran Premio della stagione e si disputò il 12 aprile 1992 sul circuito di Eastern Creek.
Nella classe 500 il vincitore fu Michael Doohan, partito dalla pole position, nella classe 250 la vittoria andò a Luca Cadalora e Ralf Waldmann vinse la gara della classe 125.

## Classe 500
Durante le prove si infortuna John Kocinski che non prenderà il via e salterà anche la prova successiva del mondiale. Michael Doohan ottiene la seconda vittoria consecutiva dopo aver ottenuto anche la pole position e il giro più veloce in gara.
Assente Wayne Gardner infortunatosi nel gran premio precedente, viene sostituito da Daryl Beattie che ottiene il suo primo podio nel motomondiale.

### Arrivati al traguardo
| Pos. | Nº | Pilota            | Squadra                   | Motocicletta  | Giri | Tempo     | Griglia | Punti |
| ---- | -- | ----------------- | ------------------------- | ------------- | ---- | --------- | ------- | ----- |
| 1º   | 2  | Mick Doohan       | Rothmans Honda            | Honda         | 30   | 46'04.276 | 1º      | 20    |
| 2º   | 1  | Wayne Rainey      | Marlboro Team Roberts     | Yamaha        | 30   | +6.822    | 2º      | 15    |
| 3º   | 58 | Daryl Beattie     | Rothmans Kanemoto Honda   | Honda         | 30   | +18.425   | 3º      | 12    |
| 4º   | 34 | Kevin Schwantz    | Lucky Strike Suzuki       | Suzuki        | 30   | +31.062   | 4º      | 10    |
| 5º   | 10 | Doug Chandler     | Lucky Strike Suzuki       | Suzuki        | 30   | +36.019   | 8º      | 8     |
| 6º   | 7  | Eddie Lawson      | Cagiva Team Agostini      | Cagiva        | 30   | +1'03.653 | 6º      | 6     |
| 7º   | 28 | Àlex Crivillé     | Campsa Honda              | Honda         | 30   | +1'51.839 | 10º     | 4     |
| 8º   | 8  | Randy Mamola      | Budweiser Team            | Yamaha        | 30   | +1'55.951 | 7º      | 3     |
| 9º   | 6  | Juan Garriga      | Ducados Yamaha            | Yamaha        | 30   | +1'56.250 | 11º     | 2     |
| 10º  | 17 | Miguel Duhamel    | Yamaha Motor France Banco | Yamaha        | 29   | +1 giro   | 15º     | 1     |
| 11º  | 21 | Peter Goddard     | Valvoline Team WCM        | ROC Yamaha    | 29   | +1 giro   | 12º     |       |
| 12º  | 12 | Alex Barros       | Cagiva Team Agostini      | Cagiva        | 29   | +1 giro   | 13º     |       |
| 13º  | 31 | Thierry Crine     | Ville de Paris            | ROC Yamaha    | 29   | +1 giro   | 16º     |       |
| 14º  | 33 | Corrado Catalano  | KCS International         | ROC Yamaha    | 29   | +1 giro   | 23º     |       |
| 15º  | 14 | Dominique Sarron  | ROC Banco                 | ROC Yamaha    | 29   | +1 giro   | 19º     |       |
| 16º  | 32 | Toshiyuki Arakaki |                           | ROC Yamaha    | 29   | +1 giro   | 18º     |       |
| 17º  | 15 | Cees Doorakkers   | HEK Racing                | Harris Yamaha | 29   | +1 giro   | 22º     |       |
| 18º  | 18 | Michael Rudroff   | Rallye Sport              | Harris Yamaha | 29   | +1 giro   | 21º     |       |
| 19º  | 27 | Serge David       |                           | ROC Yamaha    | 29   | +1 giro   | 17º     |       |
| 20º  | 26 | Kevin Mitchell    | MBM Racing                | Harris Yamaha | 29   | +1 giro   | 20º     |       |
| 21º  | 22 | Simon Buckmaster  | Padgett's Motorcycles     | Harris Yamaha | 28   | +2 giri   | 25º     |       |
| 22º  | 23 | Niggi Schmassmann |                           | ROC Yamaha    | 28   | +2 giri   | 26º     |       |

### Ritirati
| Nº | Pilota          | Squadra                   | Motocicletta  | Giri | Griglia |
| -- | --------------- | ------------------------- | ------------- | ---- | ------- |
| 25 | Josef Doppler   |                           | ROC Yamaha    | 24   | 29º     |
| 11 | Eddie Laycock   | Millar Racing             | Yamaha        | 13   | 14º     |
| 19 | Niall Mackenzie | Yamaha Motor France Banco | Yamaha        | 11   | 9º      |
| 24 | Lucio Pedercini | Paton Grand Prix          | Paton         | 9    | 28º     |
| 16 | Marco Papa      | Librenti Corse            | Librenti      | 4    | 24º     |
| 30 | Peter Graves    | Peter Graves Racing       | Harris Yamaha | 3    | 27º     |

### Non partito
| Nº | Pilota        | Squadra               | Motocicletta | Griglia |
| -- | ------------- | --------------------- | ------------ | ------- |
| 4  | John Kocinski | Marlboro Team Roberts | Yamaha       | 5º      |

## Classe 250

### Arrivati al traguardo
| Pos. | Pilota                    | Motocicletta | Giri | Tempo     | Punti |
| ---- | ------------------------- | ------------ | ---- | --------- | ----- |
| 1º   | Luca Cadalora             | Honda        | 28   | 44'36.707 | 20    |
| 2º   | Carlos Cardús             | Honda        | 28   | +0.215    | 15    |
| 3º   | Helmut Bradl              | Honda        | 28   | +8.337    | 12    |
| 4º   | Wilco Zeelenberg          | Suzuki       | 28   | +28.308   | 10    |
| 5º   | Loris Reggiani            | Aprilia      | 28   | +28.399   | 8     |
| 6º   | Doriano Romboni           | Honda        | 28   | +30.319   | 6     |
| 7º   | Andreas Preining          | Aprilia      | 28   | +30.806   | 4     |
| 8º   | Max Biaggi                | Aprilia      | 28   | +33.130   | 3     |
| 9º   | Jean-Philippe Ruggia      | Gilera       | 28   | +33.871   | 2     |
| 10º  | Paolo Casoli              | Yamaha       | 28   | +34.208   | 1     |
| 11º  | Jochen Schmid             | Yamaha       | 28   | +43.225   |       |
| 12º  | Herri Torrontegui         | Suzuki       | 28   | +48.213   |       |
| 13º  | Patrick van den Goorbergh | Aprilia      | 28   | +1'02.524 |       |
| 14º  | Carlos Lavado             | Gilera       | 28   | +1'04.894 |       |
| 15º  | Erkka Korpiaho            | Aprilia      | 28   | +1'07.472 |       |
| 16º  | Jurgen van den Goorbergh  | Aprilia      | 28   | +1'09.087 |       |
| 17º  | Jean Pierre Jeandat       | Honda        | 28   | +1'10.588 |       |
| 18º  | Stefan Prein              | Honda        | 28   | +1'17.102 |       |
| 19º  | Adrian Bosshard           | Honda        | 28   | +1'34.393 |       |
| 20º  | Bernd Kassner             | Aprilia      | 28   | +1'34.621 |       |
| 21º  | Harald Eckl               | Aprilia      | 28   | +1'35.668 |       |
| 22º  | Andrew Thompson           | Honda        | 28   | +1'36.505 |       |
| 23º  | Eskil Suter               | Aprilia      | 28   | +1'37.716 |       |
| 24º  | Bernard Cazade            | Honda        | 27   | + 1 giro  |       |

### Ritirati
| Pilota              | Motocicletta | Giri |
| ------------------- | ------------ | ---- |
| Adi Stadler         | Honda        | 20   |
| Stefano Caracchi    | Yamaha       | 17   |
| Bernard Haenggeli   | Aprilia      | 14   |
| Alberto Puig        | Aprilia      | 14   |
| Katsuyoshi Kozono   | Honda        | 11   |
| Masahiro Shimizu    | Honda        | 7    |
| Pierfrancesco Chili | Aprilia      | 5    |
| Loris Capirossi     | Honda        | 4    |
| Yves Briguet        | Honda        | 2    |
| Renzo Colleoni      | Yamaha       | 0    |
| Frédéric Protat     | Aprilia      | 0    |
| Luis d'Antín        | Yamaha       | 0    |
| Stephen Whitehouse  | Yamaha       | 0    |

## Classe 125

### Arrivati al traguardo
| Pos. | Pilota              | Motocicletta | Tempo     | Punti |
| ---- | ------------------- | ------------ | --------- | ----- |
| 1º   | Ralf Waldmann       | Honda        | 43'50.562 | 20    |
| 2º   | Alessandro Gramigni | Aprilia      | +0.011    | 15    |
| 3º   | Bruno Casanova      | Aprilia      | +0.228    | 12    |
| 4º   | Nobuyuki Wakai      | Honda        | +3.188    | 10    |
| 5º   | Fausto Gresini      | Honda        | +4.235    | 8     |
| 6º   | Jorge Martinez      | Honda        | +7.821    | 6     |
| 7º   | Dirk Raudies        | Honda        | +23.051   | 4     |
| 8º   | Oliver Koch         | Honda        | +31.699   | 3     |
| 9º   | Ezio Gianola        | Honda        | +33.716   | 2     |
| 10º  | Gabriele Debbia     | Honda        | +36.823   | 1     |
| 11º  | Peter Galvin        | Honda        | +40.371   |       |
| 12º  | Hans Spaan          | Aprilia      | +43.991   |       |
| 13º  | Kinya Wada          | Honda        | +44.004   |       |
| 14º  | Oliver Petrucciani  | Honda        | +44.158   |       |
| 15º  | Maurizio Vitali     | Gazzaniga    | +44.573   |       |
| 16º  | Noboru Ueda         | Honda        | +48.805   |       |
| 17º  | Heinz Lüthi         | Honda        | +48.966   |       |
| 18º  | Robin Appleyard     | Honda        | +49.291   |       |
| 19º  | Alfred Waibel       | Honda        | +49.940   |       |
| 20º  | Hisashi Unemoto     | Honda        | +50.057   |       |
| 21º  | Loek Bodelier       | Honda        | +50.078   |       |
| 22º  | Alain Bronec        | Honda        | +54.508   |       |
| 23º  | Takao Shimizu       | Honda        | +54.602   |       |
| 24º  | Arie Molenaar       | Aprilia      | +1'16.797 |       |
| 25º  | Maik Stief          | Aprilia      | +1'28.322 |       |
| 26º  | Linda Walsh         | Honda        | +1'30.163 |       |
| 27º  | Malcolm Yeo         | Honda        | +1'30.452 |       |
| 28º  | Carlos Giró Sentís  | Aprilia      | +1'39.166 |       |
| 29º  | Hubert Abold        | Honda        | + 1 giro  |       |

### Ritirati
| Pilota            | Motocicletta | Griglia |
| ----------------- | ------------ | ------- |
| Garry McCoy       | Rotax        | 12      |
| Giovanni Palmieri | Gazzaniga    | 36      |
| Manuel Hernández  | Aprilia      | 31      |
| Julián Miralles   | Honda        | 14      |
| Emilio Cuppini    | Aprilia      | 16      |
| Steve Patrickson  | Honda        | 33      |
| Kazuto Sakata     | Honda        | 1       |